# Lucija Potočnik
Lucija Potočnik, slovenska osnovnošolska učiteljica in nekdanja udeleženka lepotnih tekmovanj, 25. oktober 1991, Slovenj Gradec
Bila je miss Universe Slovenije 2016 in miss Gaming Slovenije 2014. Tekmovala je na izboru Miss Earth Slovenije 2012.
Je učiteljica razrednega pouka na Osnovni šoli Gorica Velenje.

## Mladost in študij
Prihaja iz Mislinje, kjer je odraščala na kmetiji. Obiskovala je Gimnazijo Velenje in se vpisala na Pedagoško fakulteto v Mariboru, kjer je diplomirala in magistrirala.

## Zasebno
Visoka je 173 centimetrov. Ima licenco za vaditeljico plavanja.